# 奉天巡抚
奉天巡抚，為清朝末期在奉天省設立的一個巡撫職位。
光绪三十三年三月己亥（1907年4月20日），东三省建省，设奉天巡抚、吉林巡抚、黑龙江巡抚。宣统二年三月辛酉（1910年4月26日），裁奉天巡抚。
奉天巡抚
- 唐绍仪（1907年—1909年）
- 徐世昌（1908年—1909年）兼署
- 锡良（1909年）兼署
- 程德全（1909年—1910年）